# Biószeg
Biószeg (szerbül Банатски Соколац / Banatski Sokolac) település Vajdaságban, Szerbiában, a Dél-bánsági körzetben. Közigazgatásilag Zichyfalva községhez tartozik.

## Népesség

### Demográfiai változások
| 1948 | 1953 | 1961 | 1971 | 1981 | 1991 | 2002 | 2011 |
| ---- | ---- | ---- | ---- | ---- | ---- | ---- | ---- |
| 893  | 869  | 728  | 622  | 458  | 369  | 366  | 272  |